# Salarias brun
Atrosalarias fuscus
Espèce
Statut de conservation UICN

 LC  : Préoccupation mineure
Le salarias brun (Atrosalarias fuscus) est une espèce de poisson marin de la famille des Blenniidae.
Il est présent dans les eaux tropicales de l'Océan Indien, Mer Rouge incluse.
Sa taille maximale est de 14,5 cm.